# Christian Horner
Christian Edward Johnston Horner (Leamington Spa, 16 november 1973) is een voormalig Brits autocoureur. Horner is eigenaar van Arden International.

## Carrière

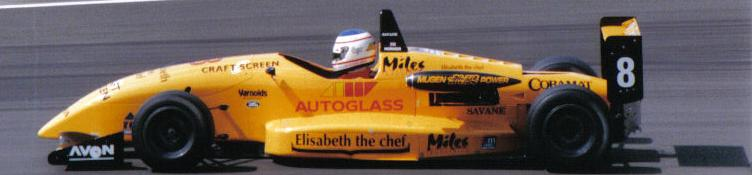
Horner in een Formule 3-auto in Silverstone, 1995

De autosportcarrière van Christian Horner begon in 1994, toen hij in de Britse Formule 3 debuteerde met het Fortec-team.
Na drie jaar in de Formule 3, stapte Horner in 1997 over naar de Formule 3000 en richtte hij zijn eigen team op, Arden International. In 1998 werd Kurt Mollekens zijn teamgenoot.
In 1999 besloot Horner te stoppen met racen en zich alleen nog op het leiden van zijn team te richten.
Arden International haalde grote successen in de Formule 3000 met drie titels bij de teams (2002, 2003 en 2004) en twee rijderstitels met Björn Wirdheim (2003) en Vitantonio Liuzzi (2004).
Sinds 2005 was Horner teambaas van het Red Bull Racing Formule 1-team. Onder zijn leiding won het team achtmaal de wereldtitel bij de rijders met Sebastian Vettel (2010, 2011, 2012, 2013) en Max Verstappen (2021, 2022, 2023, 2024) en zesmaal de titel bij de constructeurs (2010, 2011, 2012, 2013, 2022 en 2023).
Op 9 Juli 2025 werd Horner, na in totaal 405 racestarts, ontslagen als teambaas van Red Bull Racing. De beslissing volgde na een reeks interne onderzoeken naar vermeende misstanden binnen het team, zo werd er In 2024 een onderzoek naar Horner gestart vanwege vermeend grensoverschrijdend gedrag - waar hij van werd vrijgepleit. Onder andere dit incident leidde tot spanningen binnen de organisatie, wat zich vertaalde in het vertrek van enkele belangrijke personen binnen de organisatie en verminderde prestaties tijdens de races.
Horner werd opgevolgd door de Fransman Laurent Mekies, die daarvoor teambaas was van zusterteam Racing Bulls.

## Privé

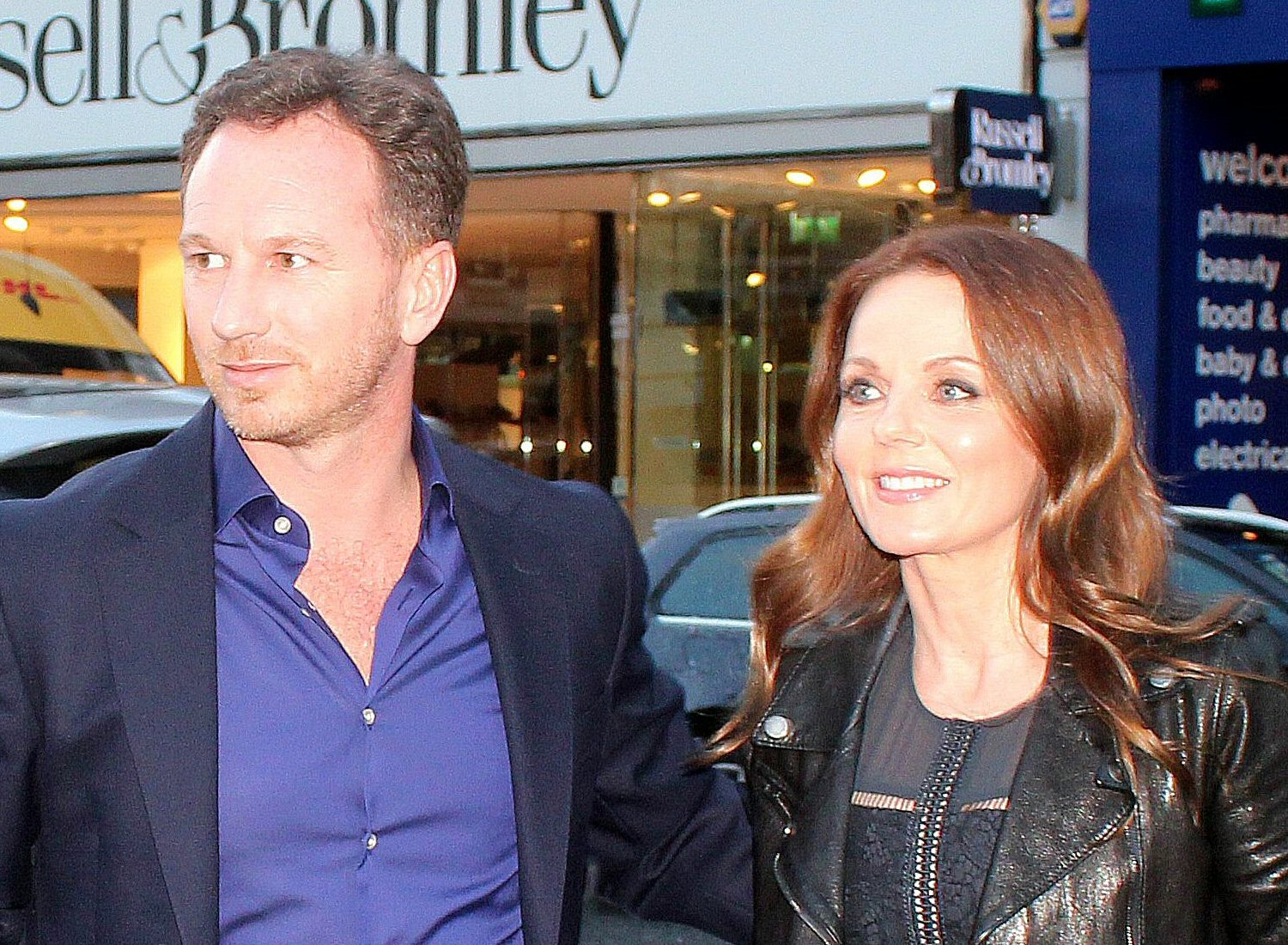
Horner vergezeld van zijn vrouw Geri Halliwell

Horner is getrouwd met Geri Halliwell, met wie hij een zoon heeft. Hij heeft ook een dochter uit een eerdere relatie.
Na een beschuldiging van grensoverschrijdend gedrag naar een vrouw werd hij daarvan in 2024, na een intern onderzoek door Red Bull, vrijgepleit. De vrouw die de aanklacht deed kreeg een afkoopsom maar zette haar klacht toch voort bij de arbeidsrechter, de zaak komt waarschijnlijk in januari 2026 voor de rechter.